# فرانز فيربيك
فرانز فيربيك مواليد 13 يونيو 1941 في بلجيكا، هو دراج بلجيكي سابق في صنف سباق الدراجات على الطريق.

## روابط خارجية
- فرانز فيربيك على موقع أرشيف الدراجات (الإنجليزية)
- فرانز فيربيك على موقع إحصائيات الدراجات الإحترافية (الإنجليزية)
- فرانز فيربيك على موقع CycleBase (الإنجليزية)
- Palmarès by velo-club.net

(بالفرنسية)